# De Bretten
De Bretten is een bewegwijzering en naambord.
In 2021 wilde de gemeente Amsterdam het natuurpark Lange Bretten meer op de kaart zetten als recreatiegebied in Amsterdam Nieuw-West. Het park is een langgerekte groenstrook. Daartoe liet de gemeente bij de Firma Blowups een extreem groot naambord naar eigen ontwerp plaatsen. De letters werden in februari 2021 langs het fietspadgedeelte van Daveren gezet.